# Emphreus ferruginosoides
Emphreus ferruginosoides là một loài bọ cánh cứng trong họ Cerambycidae.